# Kozaki (Gołdap)
Kozaki [kɔˈzaki] (deutsch Kosaken, 1938 bis 1945 Rappenhöh) ist ein Ort in der polnischen Woiwodschaft Ermland-Masuren, der zur Stadt- und Landgemeinde Gołdap (Goldap) im Kreis Gołdap gehört.

## Geographische Lage
Kozaki liegt im Nordosten der Woiwodschaft Ermland-Masuren am Fuße der Seesker Höhe (polnisch: Wzgórza Szeskie), südöstlich der Stadt Gołdap (Goldap) und westlich des 268 Meter hohen Schlossbergs (polnisch: Zameczna Góra), der sich inmitten eines Militärgebietes (tereny wojskowe) befindet.

## Geschichte
Das nach 1785 noch Kosacken genannte Dorf, bestehend aus Landgemeinde und Gutsbezirk, wurde 1874 in den neu errichteten Amtsbezirk Gurnen (polnisch: Górne) eingegliedert, der bis 1945 bestand und zum Kreis Goldap im Regierungsbezirk Gumbinnen der preußischen Provinz Ostpreußen gehörte.
In Kosaken waren im Jahr 1910 insgesamt 250 Menschen wohnhaft, von denen 106 zum Gut und 144 zum Dorf gehörten. Am 30. September 1928 wurde der Gutsbezirk Kosaken der Landgemeinde Kosaken zugeordnet. Deren Einwohnerzahl betrug 1933 279 und belief sich 1939 auf 270.
Im Zuge der nationalsozialistischen Umbenennungsaktion erhielt Kosaken am 3. Juni 1938 den Namen „Rappenhöh“. Sieben Jahre später kam der Ort in Kriegsfolge mit dem südlichen Ostpreußen zu Polen und erhielt die polnische Ortsbezeichnung „Kozaki“. Heute ist das Dorf eine Ortschaft mit einem Schulzenamt (polnisch: Sołectwo) im Verbund der Stadt- und Landgemeinde Gołdap im Powiat Gołdapski und seit 1998 der Woiwodschaft Ermland-Masuren zugehörig.

## Religionen
Die vor 1945 mehrheitlich evangelische Bevölkerung Kosakens war in das Kirchspiel der Kirche Gurnen im Kirchenkreis Goldap innerhalb der Kirchenprovinz Ostpreußen der Kirche der Altpreußischen Union eingepfarrt. Heute gehören die evangelischen Kirchenglieder Kozakis zur Kirchengemeinde in Gołdap, die eine Filialgemeinde der Pfarrei in Suwałki in der Diözese Masuren der Evangelisch-Augsburgischen Kirche in Polen ist.
Gehören die katholischen Kirchenglieder seit 1945 zur neu errichteten Pfarrgemeinde in Górne, die in das Dekanat Gołdap im Bistum Ełk der Katholischen Kirche in Polen eingegliedert ist, waren sie vor 1945 zur Pfarrkirche in Goldap im Bistum Ermland hin orientiert.

## Verkehr
Kozaki liegt an der bedeutenden polnischen Landesstraße 65 (frühere deutsche Reichsstraße 132), die die russisch-polnische und die polnisch-belarussische Grenze verbindet. Die Kreisstadt Gołdap ist lediglich sechs Kilometer entfernt. Innerhalb Kozakis enden zwei Nebenstraßen, die von Gołdap über Johannisberg bzw. von Wilkasy (Wilkassen, 1938 bis 1945 Kleineichicht) über Zatyki (Satticken) und Wrotkowo (Friedrichowen, 1938 bis 1945 Friedrichau) kommen.
Die Bahnanbindung im Personenverkehr über die Station in Gołdap besteht seit 1993 nicht mehr.